# David Cargill
David Cargill (Arbroath, 21 juli 1936 – 20 november 2011) was een Schots voetballer die als aanvaller speelde.
Cargill speelde voor Burnley, Sheffield Wednesday, Derby County, Lincoln City en Arbroath. Met zowel Burnley als Sheffield speelde hij in de Premier League.